# Navilouca
Navilouca foi uma revista de poesia e arte de vanguarda brasileira, que circulou apenas uma edição, em 1974.

## Histórico
Inspirados pelas publicações do Concretismo, como Noigandres e Invenção, os poetas Torquato Neto e Waly Salomão elaboraram em 1971 o projeto de uma revista que revelasse a produção poética experimental do Brasil da época, influenciada pelo Tropicalismo e pela contracultura. No enanto, o grupo não conseguiu reunir os recursos necessários para imprimir e distribuir a sua criação.
Torquato morreu em 1972, sem conseguir ver a revista publicada. Com a intermediação de Caetano Veloso, Waly conseguiu que André Midani, executivo da Polygram, apoiasse a ideia. Navilouca foi finalmente lançada em 1974 e oferecida como brinde de Natal a clientes da gravadora. Em 1975, alguns exemplares foram distribuídos e vendidos em livrarias.
O título Navilouca é uma palavra-poema criada por Waly Salomão, inspirada na Stultifera Navis (Nau dos insensatos), descrita por Michel Foucault no livro História da Loucura.

## Características
A revista teve projeto gráfico de Óscar Ramos e Luciano Figueiredo. Em formato grande (27 x 36 cm), apresentava-se já na capa como "edição única", funcionando como uma antologia de poetas experimentais.
O requisito de Oiticica para as colaborações era que fossem capazes de  “assumir o experimental”. Assim, reunia textos teóricos, manifestos, autorretratos, cinepoemas e estruturas espaço-visuais. Em várias páginas, a imagem e o texto são inseparáveis, criando uma sintaxe própria, como proposições poético-visuais.
A Navilouca, ao mesmo tempo que recuperava características da poesia concreta, como o rigor formal contraposto à informalidade da geração mimeógrafo, procurava não estabelecer um estilo fixo. O próprio fato de ter existido apenas um número mostra a aversão de Torquato e Oiticica à estagnação de uma arte tornada "oficial".

## Colaboradores
- Augusto de Campos
- Rogério Duarte
- Torquato Neto
- Waly Salomão
- Décio Pignatari
- Duda Machado
- Hélio Oiticica
- Jorge Salomão
- Stephen Berg
- Luiz Otávio Pimentel
- Chacal
- Luciano Figueiredo
- Óscar Ramos
- Ivan Cardoso
- Lygia Clark
- Caetano Veloso
- Haroldo de Campos[7]

## Influência
Navilouca, nas palavras de uma crítica, é "um manifesto às avessas", na medida em que encerra a Tropicália e inicia a gestação de um novo cenário para a cultura brasileira, sem contudo criar em si um novo movimento, reunindo artistas novos e outros consagrados pelo próprio tropicalismo ou por movimentos anteriores.
Apesar de sua breve existência, a revista é considerada uma das mais importantes da contracultura e do pós-tropicalismo, tornando-se um marco da nova poesia brasileira na década de 1970. Nas suas páginas surge, entre outros, o poeta Chacal, antecipando a poética da Nuvem Cigana.
Navilouca é o título de uma canção de Pedro Luís, incluída no primeiro álbum do grupo Pedro Luís e a Parede, Astronauta Tupy (1997) e no CD/DVD Navilouca ao Vivo (2010).
Navilouca é também o nome de uma banda de música popular brasileira formada em 2016 em Piripiri.